# Elizabeth May (Triathletin)
Elizabeth Holst May (* 27. Juli 1983 als Elizabeth Nicola May) ist eine ehemalige luxemburgische Triathletin. Sie ist zweifache Olympiastarterin (2004, 2008) und Aquathlon-Weltmeisterin (2011).

## Werdegang
Liz May kam im Jahr 2000 zum Triathlon.
2002 wurde sie Junioren-Weltmeisterin Aquathlon und auch Vizeeuropameisterin Duathlon in der Klasse U23.

2003 wurde sie Vizeweltmeisterin Aquathlon in der Elite-Klasse und sie konnte diesen Erfolg 2004 nochmals wiederholen.

### Olympische Sommerspiele 2004 und 2008
Bei den Olympischen Sommerspielen 2004 in Athen belegte sie den 17. Rang.
Sie konnte sich 2008 zum zweiten Mal für einen Startplatz bei den Olympischen Sommerspielen qualifizieren und belegte in Peking den 41. Rang.
Im Juli 2009 wurde sie in Rijssen-Holten im Triathlon Vizeeuropameisterin auf der olympischen Kurzdistanz (1,5 km Schwimmen, 40 km Radfahren und 10 km Laufen) hinter der Schweizerin Nicola Spirig.

### Weltmeisterin Aquathlon 2011
Im September 2011 wurde sie in Peking Aquathlon-Weltmeisterin. Liz May wurde von Jack Ralston trainiert. Sie erklärte ihre aktive Karriere 2013 für beendet.

### Privates
Elizabeth May studierte von 2002 bis 2004 Jura an der Universität Trier und 2004 bis 2013 an der Universität Kopenhagen. Sie schloss 2013 ihr Studium in Kopenhagen ab und seit 2014 arbeitet sie am Europäischen Gerichtshof in Luxemburg als Jurist bzw. Linguist und übersetzt dort Gerichtsurteile vom Französischen ins Dänische.
Daneben ist sie auch als Künstlerin und Illustratorin tätig.

### Auszeichnungen
- Liz May wurde für ihre Leistungen in Luxemburg fünf Mal zur Sportlerin des Jahres gewählt (2004–2007, 2009).

## Sportliche Erfolge
| Datum/Jahr    | Rang | Wettbewerb                                       | Austragungsort | Zeit     | Bemerkung                                                                      |
| ------------- | ---- | ------------------------------------------------ | -------------- | -------- | ------------------------------------------------------------------------------ |
| 12. Mai 2012  | 31   | ITU World Championship Series 2012               | San Diego      | 02:03:43 |                                                                                |
| 13. Sep. 2011 | 13   | ITU World Championship Series 2011               | Yokohama       | 02:01:10 | Das Ergebnis des Rennens soll schon für die Saison 2012 berücksichtigt werden. |
| 5. Juli 2009  | 2    | ETU Triathlon European Championships             | Holten         | 01:56:10 | Vizeeuropameisterin auf der olympischen Kurzdistanz                            |
| 19. Aug. 2008 | 41   | Olympische Sommerspiele 2008                     | Peking         | 02:07:55 |                                                                                |
| 5. Juni 2008  | 14   | ITU Triathlon World Championships                | Vancouver      | 02:04:51 | Triathlon-Weltmeisterschaft Kurzdistanz                                        |
| 8. Juli 2006  | 3    | ETU Triathlon European Championship U23          | Rijeka         | 02:06:33 | Triathlon-Europameisterschaft U23                                              |
| 20. Aug. 2005 | 9    | ETU Triathlon European Championships             | Lausanne       | 02:10:30 |                                                                                |
| 25. Aug. 2004 | 17   | Olympische Sommerspiele 2004                     | Athen          | 02:08:29 |                                                                                |
| 18. Apr. 2004 | 9    | ETU Triathlon European Championships             | Valencia       | 01:59:34 |                                                                                |
| 9. Nov. 2002  | 3    | ITU Triathlon World Championship Junior Women    | Cancún         | 01:01:46 | Junioren-Weltmeisterschaft                                                     |
| 6. Juli 2002  | 6    | ETU Triathlon European Championship Junior Women | Győr           | 01:09:10 | Triathlon-Europameisterschaft Junioren                                         |

| Datum/Jahr | Rang | Wettbewerb                             | Austragungsort | Zeit | Bemerkung                        |
| ---------- | ---- | -------------------------------------- | -------------- | ---- | -------------------------------- |
| 2002       | 2    | ETU Duathlon European Championship U23 | Teplice        |      | U23-Duathlon-Vizeeuropameisterin |

| Datum/Jahr   | Rang | Wettbewerb                                    | Austragungsort | Zeit     | Bemerkung                        |
| ------------ | ---- | --------------------------------------------- | -------------- | -------- | -------------------------------- |
| 7. Sep. 2011 | 1    | ITU Aquathlon World Championships             | Peking         | 00:35:47 | Aquathlon-Weltmeisterin          |
| 5. Mai 2004  | 2    | ITU Aquathlon World Championships             | Madeira        | 00:33:48 | Vizeweltmeisterin Aquathlon      |
| Dez. 2003    | 2    | ITU Aquathlon World Championships             | Queenstown     | 00:33:36 | Vizeweltmeisterin Aquathlon      |
| 6. Nov. 2002 | 1    | ITU Aquathlon World Championship Junior Women | Cancún         |          | Junioren-Weltmeisterin Aquathlon |

(DNF – Did Not Finish)

## Veröffentlichungen
- Liz May: „The Pohutukawowl“. PHI (Éditions). 2014. ISBN 978-99959-37-14-0